# عقاب دم‌گوه‌ای
عقاب دم‌گوه‌ای (نام علمی: Aquila audax) بزرگ‌ترین پرندهٔ شکاری استرالیاست که در جنوب گینه نو هم دیده می‌شود. این عقاب بال‌های بلند و پهن، پاهایی بلند و پوشیده از پر و دمی به شکل گوه یا لوزی دارد که تشخیص آن را حتی برای افراد غیرکارشناس بسیار ساده می‌سازد.
عقاب دم‌گوه‌ای مثل دیگر خویشاوندان نزدیک خود (عقاب طلایی، عقاب صحرایی، عقاب خاکی و عقاب پرپا که همگی در سردهٔ Aquila قرار دارند) پرهایی به رنگ قهوه‌ای تیره دارد. فاصلهٔ دو سر بال آن تا ۲٫۲۷ متر و ارتفاع آن به ۱٫۰۶ متر می‌رسد و به این ترتیب یکی از بزرگ‌ترین انواع عقاب است. مثل بیشتر پرندگان شکاری جنس ماده از نر بزرگتر است. نرها دو تا چهار کیلوگرم و ماده‌ها ۳ تا ۵٫۷۷ کیلوگرم وزن دارند.
این پرنده تقریباً در تمام انواع زیستگاه‌ها دیده شده اما دشت‌های باز و کم‌درخت را ترجیح می‌دهد. جمعیت این حیوان در خاک اصلی استرالیا پایدار است اما در جزیره تاسمانی کمتر از ۲۰۰ بهله از آن باقی‌مانده و در خطر انقراض قرار گرفته است. این عقاب با توجه زیستگاه خود از حیوانات مختلفی تغذیه می‌کند و حتی توانایی شکار حیواناتی چون کانگورو قرمز یا گوسفند و بز را هم دارد.